# Алімбекова Дінара Талгатівна
Дінара Талгатівна Алімбекова-Смольська (біл. Дзінара Талгатаўна Алімбекава-Смо́льска) — білоруська біатлоністка, олімпійська чемпіонка.
Золоту олімпійську медаль та звання олімпійської чемпіонки Алімбекова виборола в складі білоруської жіночої естафетної команди на Пхьончханській олімпіаді 2018 року.

## Виступи в Кубку світу

### Подіуми на етапах кубків світу
| ... |

### Сезон 2021/2022
| Етап    | Місце             | Дата            | Інд. гонки                   | Спринт                       | Персьют                      | Мас-старт                    | Естафети                     | Змішані                      | Одиночні змішані             |
| ------- | ----------------- | --------------- | ---------------------------- | ---------------------------- | ---------------------------- | ---------------------------- | ---------------------------- | ---------------------------- | ---------------------------- |
| 1       | Естерсунд         | 27–28 листопада | 4                            | 4                            |                              |                              |                              |                              |                              |
| 2       | Естерсунд         | 2–5 грудня      |                              | 4                            | 10                           |                              | 2                            |                              |                              |
| 3       | Гохфільцен        | 10–12 грудня    |                              | ●                            | ●                            |                              | ●                            |                              |                              |
| 4       | Ансі              | 16–19 грудня    |                              | ●                            | ●                            | ●                            |                              |                              |                              |
| 5       | Обергоф           | 7–9 січня       |                              | ●                            | ●                            |                              |                              | ●                            | ●                            |
| 6       | Рупольдінг        | 12–16 січня     |                              | ●                            | ●                            |                              | ●                            |                              |                              |
| 7       | Разун-Антерсельва | 20–23 січня     | ●                            |                              |                              | ●                            | ●                            |                              |                              |
| ОІ      | Пекін             | 5–20 лютого     | Зимові Олімпійські ігри 2022 | Зимові Олімпійські ігри 2022 | Зимові Олімпійські ігри 2022 | Зимові Олімпійські ігри 2022 | Зимові Олімпійські ігри 2022 | Зимові Олімпійські ігри 2022 | Зимові Олімпійські ігри 2022 |
| 8       | Контіолахті       | 3–6 березня     |                              | ●                            | ●                            |                              | ●                            |                              |                              |
| 9       | Отепяе            | 10–13 березня   |                              | ●                            |                              | ●                            |                              | ●                            | ●                            |
| 10      | Гольменколлен     | 17–20 березня   |                              | ●                            | ●                            | ●                            |                              |                              |                              |
| Усього: |                   |                 |                              |                              |                              |                              |                              |                              |                              |